# Мазуренко Володимир Вікторович
Володимир Олександрович Мазуренко — старший лейтенант, начальник продовольчої служби логістики Збройних сил України, відзначився у ході російського вторгнення в Україну.

## Життєпис
Народився 1992 року у Самборі на Львівщині. Закінчив Коростенську міську гімназію.
Загинув 26 лютого 2019 року на перетині траси Узин-Обухів (біля Києва) в результаті нападу противника з використанням стрілецької зброї.

## Нагороди
- орден «Богдана Хмельницького» III ступеня (2022, посмертно) — за особисту мужність і самовіддані дії, виявлені у захисті державного суверенітету та територіальної цілісності України, вірність військовій присязі.